# Eugonosia angulifer
Eugonosia angulifer là một loài bướm đêm thuộc phân họ Arctiinae, họ Erebidae.